# Харкове (Пологівський район)
Харкове́ — село в Україні, у Токмацькій міській громаді Пологівського району Запорізької області. Населення становить 172 осіб.

## Географія
Село Харкове примикає до села Нове, на відстані 2 км розташоване село Червоногірка.

## Історія
- 1958 — дата заснування.
- 12 червня 2020 року, відповідно до розпорядження Кабінету Міністрів України № 713-р «Про визначення адміністративних центрів та затвердження територій територіальних громад Запорізької області», увійшло до складу Токмацької міської громади[1].
- 19 липня 2020 року, у результаті адміністративно-територіальної реформи та ліквідації Токмацького району, село увійшло до складу Пологівського району[2].
- 24 лютого 2022 року окуповане російськими військами в ході Російського вторгнення в Україну.

## Відомі люди
- Гринкевич Франц Андрійович — полковник гвардії, командир 32-ї танкової бригади, помер в селі Харкове 11 жовтня 1943 року.